# Дуит

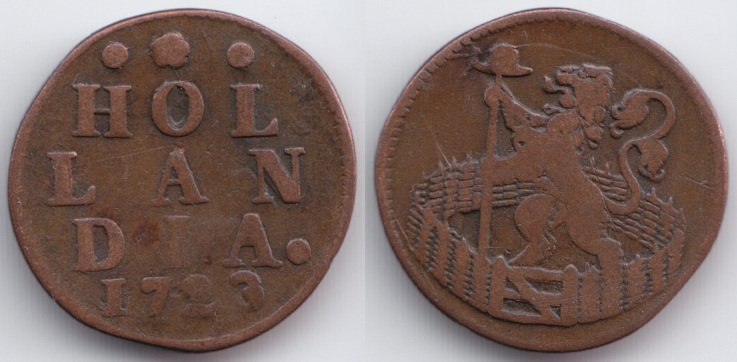
Монета в 1 дуит (1723 год). Провинция Голландия

Дуит, дойт или дёйт (нидерл. Duit) — название мелкой разменной монеты Республики Соединённых провинций Нидерландов в 17—18 веках. Название происходит от древнескандинавского слова «thveit», означающего мелкую монету (дословно «отрезать кусок»). Дуит появился в начале 17 века, равнялся 2 пеннингам и составлял 1/8 стювера или 1/160 голландского гульдена. Монеты чеканились из меди, очень редко из серебра и золота. При диаметре 22—23 мм, имели средний вес 3—3,8 грамма. В обращении находились монеты в 1/2, 1 и 2 дуита (оорд), хотя монеты номиналом в 1 дуит преобладали.

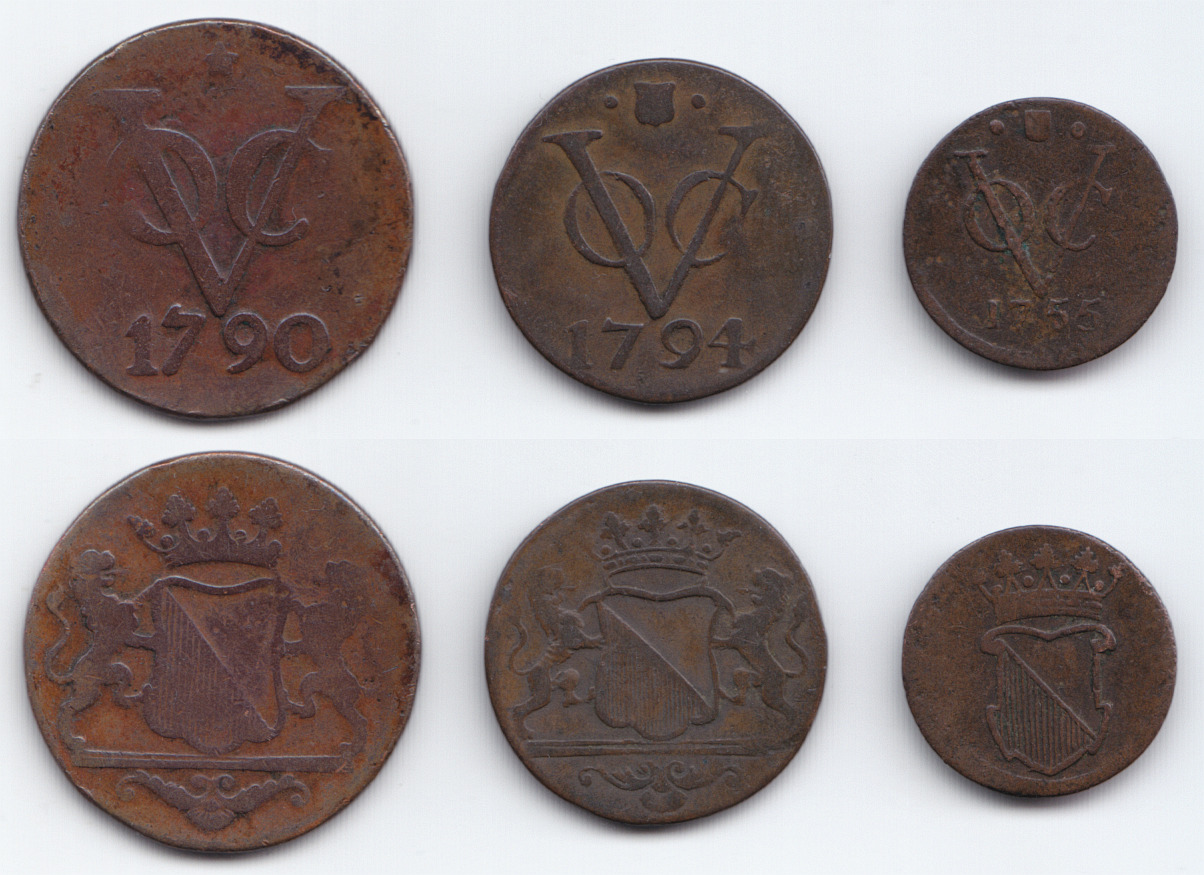
Двойной дуит, дуит, и 1/2 дуита. Голландская Ост-Индийская компания. Утрехт. Вес соответственно: 6,35, 2,78 и 1,29 г.

## История чеканки
Дуиты чеканились в семи провинциях: Голландия, Зеландия, Утрехт, Гелдерланд, Фрисландия, Оверэйсел, Гронинген и Оммеланды. Также свои дуиты выпускались в Западной Фрисландии, входившей в состав провинции Голландия. Каждая провинция чеканила монеты со своими атрибутами: на аверсе — название провинции и год выпуска, на реверсе — герб. На монетах Утрехта изображался герб не провинции, а города и надпись гласила «STAD UTRECHT» (Город Утрехт). Монеты Фрисландии (Frisia) и Западной Фрисландии (West Frisia) отличаются легендами и некоторыми деталями гербов (поворот головы львов и количеством золотых слитков на поле герба).
В 1573 году в Голландии были выпущены в обращение первые медные дуиты. Вскоре их стали чеканить и в других провинциях Нидерландов. Первые монеты весили 3,85 г, но постепенно их вес уменьшился до 2 граммов. В конце семнадцатого века медь в Европе подешевела, что было связано с возросшей добычей этого металла в Швеции. Номинальная стоимость дуитов стала намного выше, чем цена меди из которой они были изготовлены. Это привело к тому, что некоторые соседние германские государства, например герцогство Клевское и город Гельдерн так же стали чеканить дуиты, что заставило в 1702 году, сначала Голландию, а потом и другие провинции, изменить дизайн монет и увеличить их вес до 3,84 г. Такой шаг сделал подделку монет экономически невыгодной. Монеты старой чеканки были деноминированы в два раза, то есть двойной дуит стал равен 1 дуиту. Дуиты чеканили до 1816 года, когда в стране была проведена денежная реформа и гульден стал делиться на 100 центов. Старые монеты оставались в обращении до сороковых годов 19 века.

Дуиты разных провинций
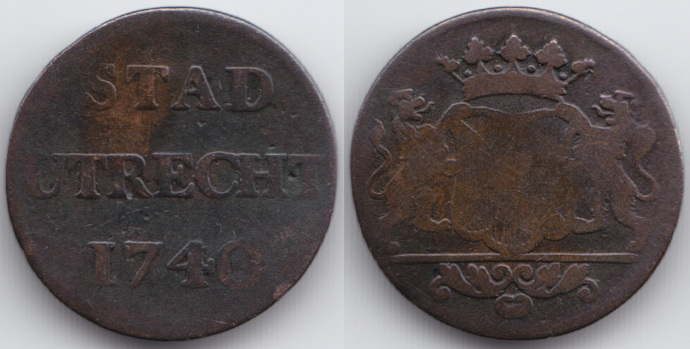
1 дуит, 1740 год, Утрехт
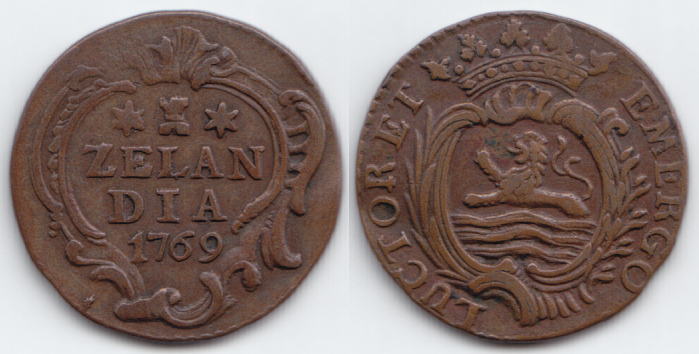
1 дуит, 1769 год, Зеландия
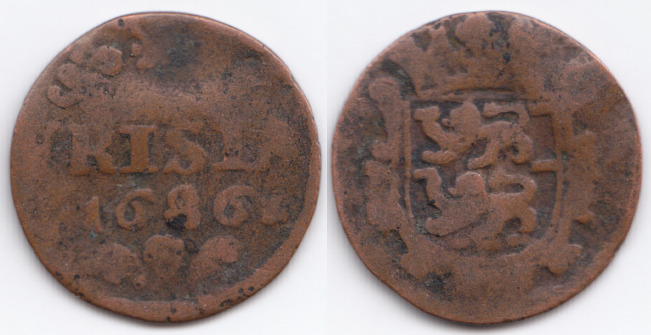
1 дуит, 1686 год, Фрисландия
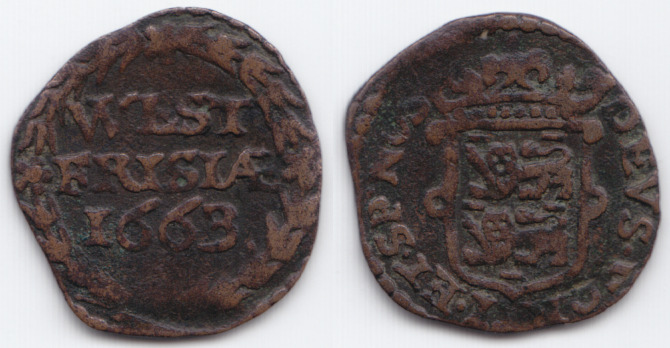
1 дуит, 1663 год, Западная Фрисландия
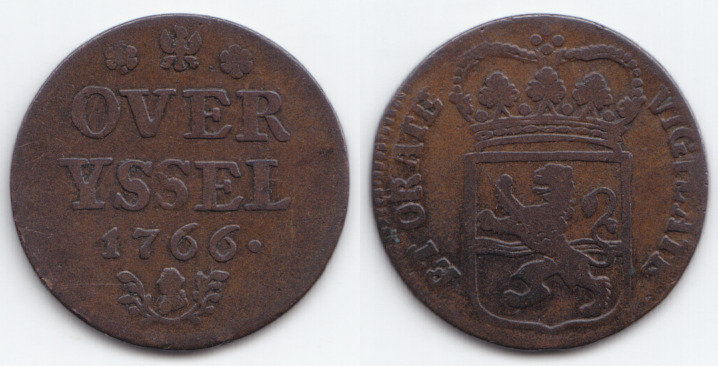
1 дуит, 1766 год, Оверэйссел
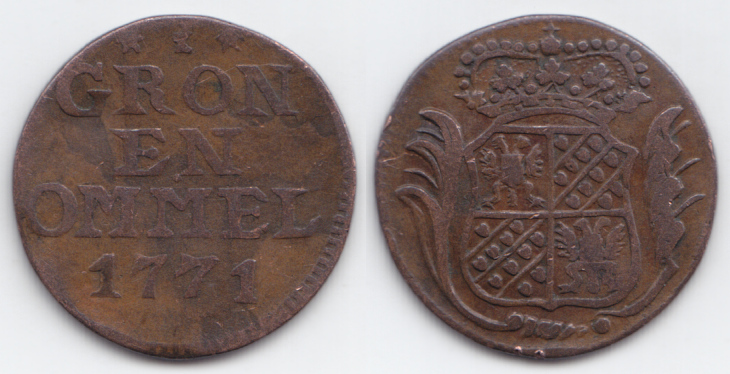
1 дуит, 1771 год, Гронинген и Оммеланды

Монетный двор Зеландии находился в столице этой провинции городе Мидделбурге. После долгих и сложных споров и переговоров со штатами Голландии, в 1580 году здесь был основан независимый монетный двор работавший до 1798 года.
| Изображение | Описание аверса | Описание реверса | Годы чеканки                               | Примечание |
| ----------- | --- | --- | ------------------------------------------ | --- |
|             | Венок из тюльпанов, в центре название провинции в три строки — ZEE LAN DIA                                                                                          | Голландская дева сидит в саду, окруженная ветвями или плетеным забором. Воротами служит небольшой герб Зеландии. Легенда — LVCTOR · ET · EMERGO (год). Вверху изображена башня — знак монетного двора Мидделбурга. | 1601—1670 (с перерывами)                   | Существует множество разновидностей, отличающихся текстом легенды, расположением тюльпанов в венке и др. Первоначально эти дуиты чеканились из расчета 96 штук из марки меди, но с 1626 года стопа была уменьшена до 116 штук из марки. Реальный вес монет колеблется от 1,4 до 2,17 г. |
|             | Аналогично, только ниже названия провинции расположена дата. | Аналогично, только дата перенесена на аверс монеты. | 1680—1686, 1689                            | Монеты этого типа иногда встречаются в виде перечеканки на монетах других государств, например на двойных турнуа Франции. |
|             | Две звезды, между ними башня — знак монетного двора, ниже название провинции в три строки — ZEE LAN DIA и дата.                                                     | Ограниченный окружностью герб Зеландии — лев, борющийся с волнами. Круговая легенда — девиз провинции: «LUCTOR · ET · EMERGO»                                                                                      | 1714, 1717, 1720, 1721                     | В 1702 году в Нидерландах была проведена денежная реформа, и номинальный вес дуитов был увеличен вдвое, до 3.84 г. Однако реальных вес этих дуитов Зеландии значительно уступал норме.                                                                                                  |
|             | Аналогично. | Аналогично, но поле герба овальное и сверху помещена корона. | 1724                                       | Очень редкий тип, вероятно пробная монета. |
|             | Аналогично. | Герб Зеландии выгравирован на щите, над ним — корона. Круговая легенда — «LUCTOR · ET · EMERGO» | 1724—1727, 1735—1741, 1747—1749, 1752—1763 | Существую редкие «представительские» дуиты такого типа отчеканенные из серебра и золота. |
|             | Две звезды, между ними башня — знак монетного двора, ниже название провинции в две строки — ZELAN DIA и дата. Все это окружено сложной рамкой с элементами картуша. | В центре герб Зеландии, окруженный рамкой из тростника и листьев. Над ним — корона, легенда по кругу — девиз провинции: «LUCTOR ET EMERGO».                                                                        | 1766—1770, 1772, 1776—1792                 | Разновидности с римской и арабской цифрой «1» в дате. |
|             | Название провинции в три строки — ZEE LAN DIA и дата, окруженные пунктирной рамкой.                                                                                 | Герб Зеландии выгравирован на щите, над ним — корона. Круговая легенда — «LUCTOR ET EMERGO» | 1792—1797                                  | |

## Дуит в нидерландских колониях

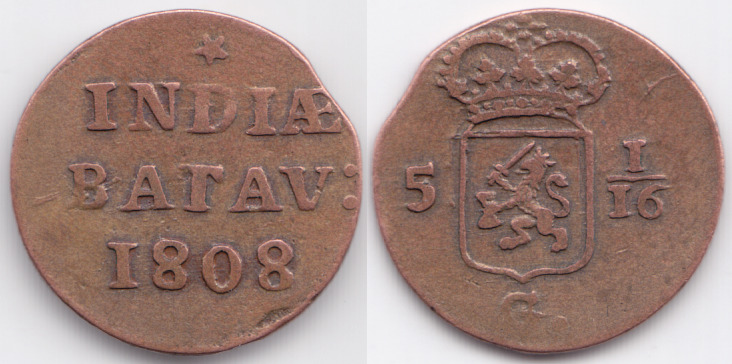
Монета в 1 дуит (1808 год). Батавская республика

Помимо метрополии, дуит использовался в нидерландских колониях в Америке (Новый Амстердам, Нидерландские Антильские острова), а также на территориях, контролировавшихся Голландской Ост-Индской компанией (Капская колония, Голландская Ост-Индия, Цейлон, голландские владения на полуострове Индостан и др.) Соотношение цен на медь и серебро в Азии было таково, что в этих колониях дуит приравнивался к 1/4 стювера. Но, такое положение привело к тому, что начался неконтролируемый приток дуитов из Нидерландов. Чтобы предотвратить контрабандный ввоз монет на принадлежащие ей территории, Голландская Ост-Индская компания получила разрешение чеканить собственные монеты, поместив на аверсе свою монограмму — три буквы «VOC». Хождение этих монет в метрополии было запрещено, так же как запрещено и обращение монет без монограммы в колониях компании.

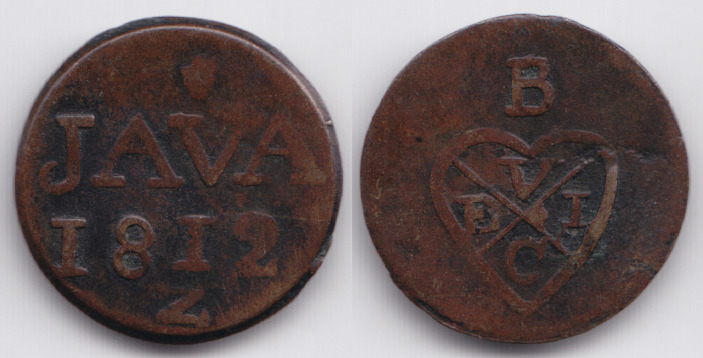
Монета в 1 дуит (1812 год). Ява, британская оккупация

Дуиты с монограммой «VOC» чеканились в четырех провинциях Нидерландов (Зеландия, Голландия, Утрехт, Гелдерланд) и на нескольких монетных дворах Западной Фризии (Хоорн, Энкхёйзен, Медемблик). Монетные штемпели для чеканки, иногда полностью гравировались вручную, иногда штамповались при помощи пуансонов, но чаще всего их изготовление проходило в несколько этапов: вначале на заготовке, поочередно штамповалось несколько стандартных фрагментов, (например: цифры года, корона, туловище льва, звездочки); потом вручную гравировались остальные части изображения (волны, прямоугольники золотых слитков, хвосты львов, линии щита). Такая технология приводила к тому, что каждый штемпель получался уникальным и отличался от других размером и расположением отдельных элементов рисунка. Кроме того, иногда гравировщики просто забывали изобразить какую-нибудь деталь. Как следствие, существует множество разновидностей дуитов, например: монет отчеканенных в 1766 году в Зеландии известно не менее 61 разновидности; в Западной Фризии в 1767 году — 51 разновидность и т. д.
После ликвидации Голландской Ост-Индской компании в 1798 году дуиты с эмблемой «VOC» еще несколько раз чеканились разными монетными дворами — так велико было доверие населения к этим монетам. Во времена Батавской республики (1795—1806), королевства Голландии (1806—1810) Луи Бонапарта и британской оккупации (1811—1814) продолжали чеканиться дуиты, только с соответствующими легендами и гербами.
Дуиты были в обращении в колониях до 1854 года.

Дуиты Нидерландской Ост-Индской компании
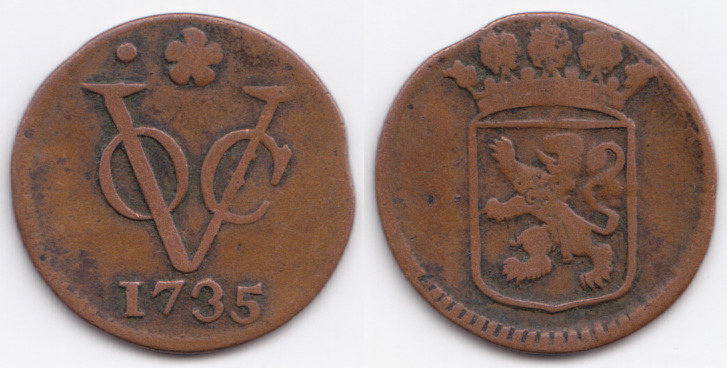
1 дуит, 1735 год, Голландская Ост-Индская компания, Голландия
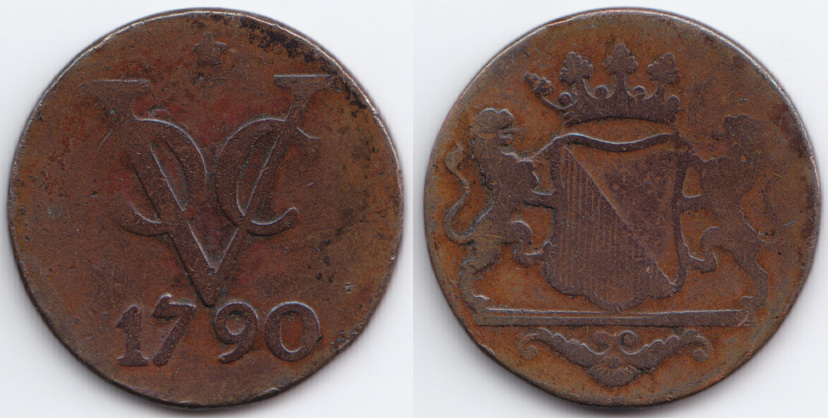
Двойной дуит, 1790 год, Голландская Ост-Индская компания, Утрехт
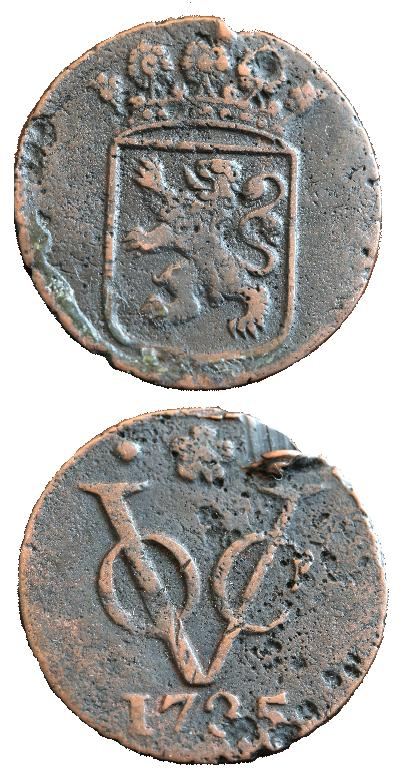
1 дуит, 1735 год, Голландская Ост-Индская компания
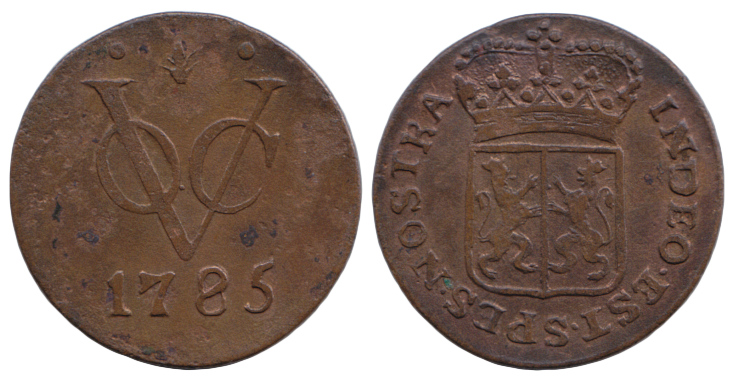
1 дуит, 1785 год, Голландская Ост-Индская компания, Гелдерланд
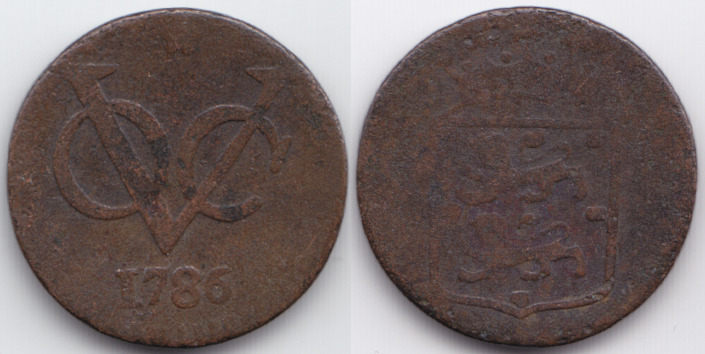
1 дуит, 1786 год, Голландская Ост-Индская компания, Западная Фрисландия

## Дуит в культуре
В голландском языке осталось много выражений, пословиц и поговорок, в которых употребляется слово «дуит». Кроме того, слово вошло в индонезийский и малайский языки в значении «деньги», «медные монеты».
В русском языке нет общепринятой, устоявшейся формы этого слова. Употребляются — «дуит», «дойт», «дёйт» и др.
У Николая Александровича Бестужева в его «Записках о Голландии 1815 года» используется форма «дойта» (ж. род). В словаре А. Д. Михельсона «Объяснение 25000 иностранных слов, вошедших в употребление в русский язык, с означением их корней» (1865) — находим форму «дейт». Аналогично и в словаре А. Н. Чудинова «Словарь иностранных слов, вошедших в состав русского языка» (1910). Последние два примера говорят о том, что слово было заимствовано из голландского языка, возможно через посредство немецкого deut, некоторое время употреблялось в русском, но не прижилось и было забыто.
В каталоге «Монеты стран зарубежной Азии и Африки XIX—XX века», изданном Академией наук СССР в 1967 году употребляется форма «доит».